# Uromastyx aegyptia
Uromastyx aegyptia là một loài thằn lằn trong họ Agamidae. Loài này được Forskal mô tả khoa học đầu tiên năm 1775.

## Hình ảnh

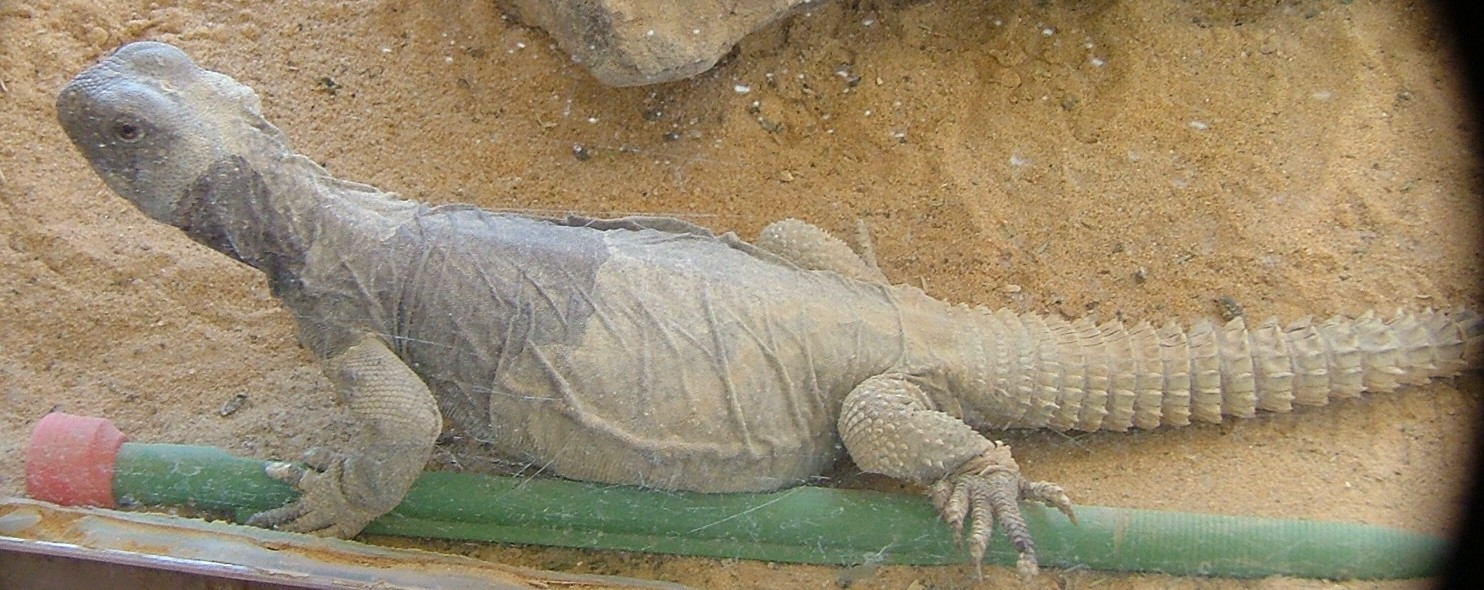
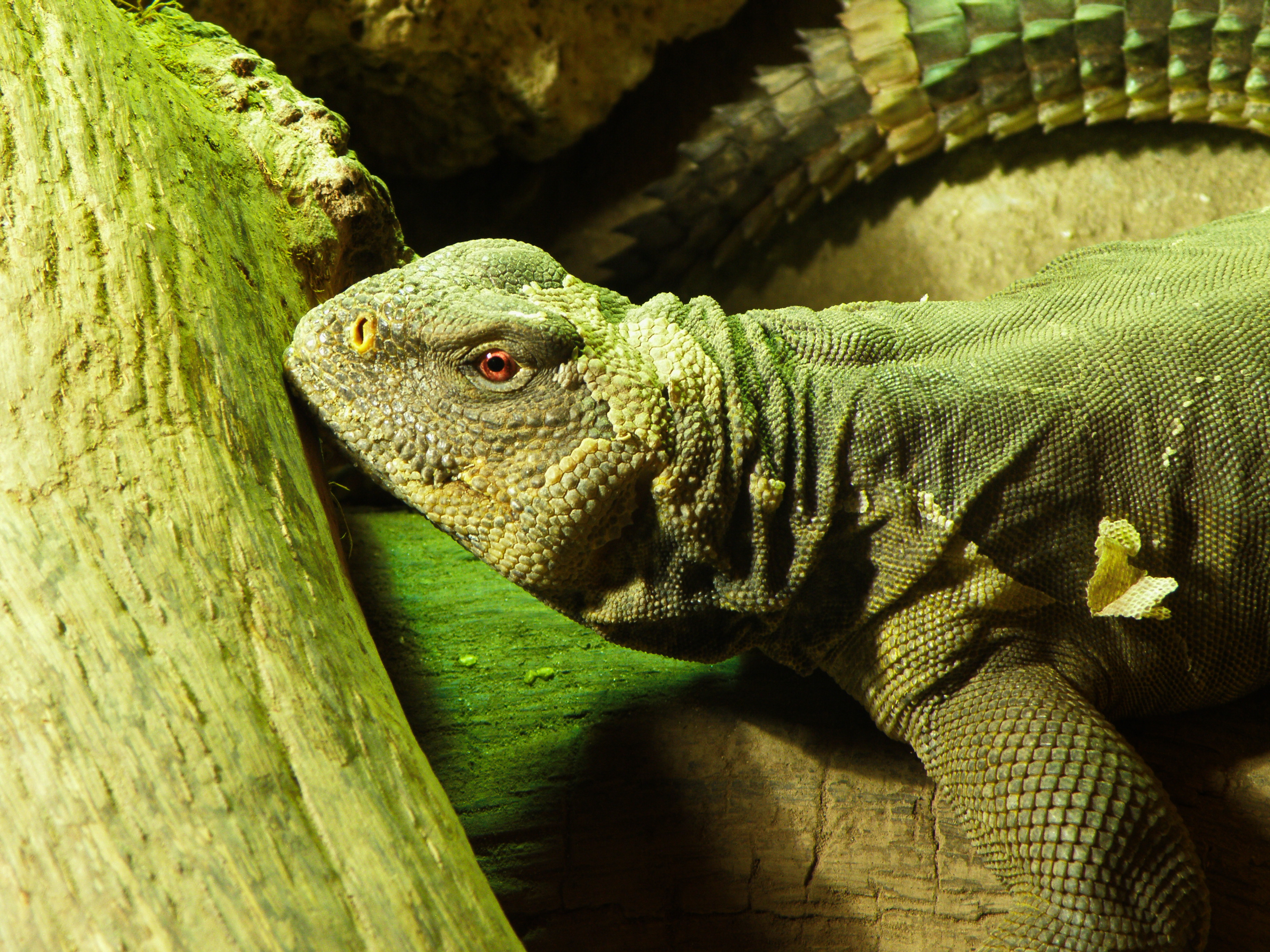
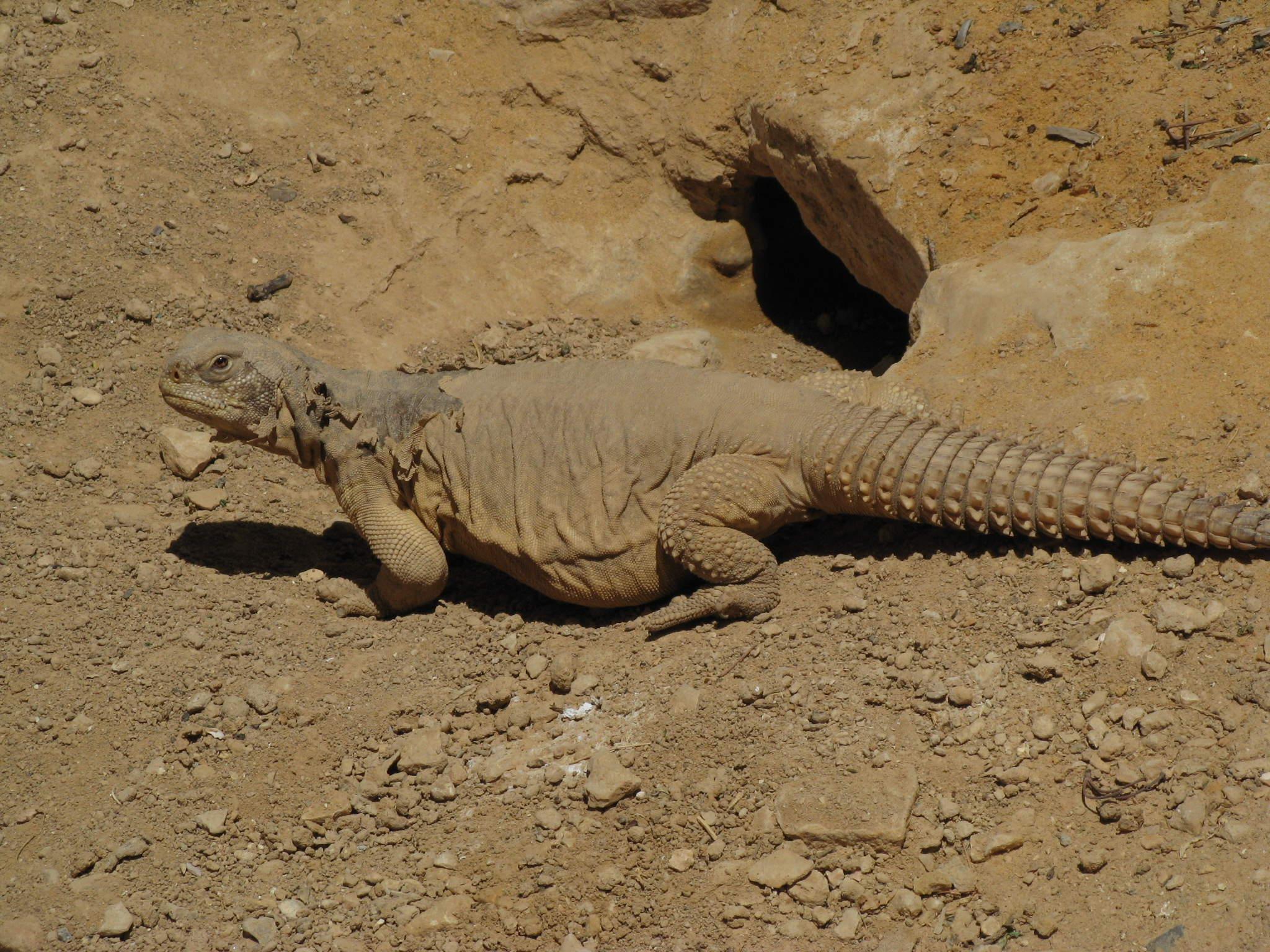